# Oryctolagus lacosti
Oryctolagus lacosti — вимерлий вид великого кролика з пізнього пліоцену Франції. Він близький до живого європейського кролика.

## Опис
Цей вид відомий тим, що він набагато більший за свого нинішнього родича, порівнянний за розміром із зайцями роду Lepus. Попри те, що він порівнянний за розміром із живим бурим зайцем, його форма нижнього різця та пропорції кінцівок збігаються з живими Oryctolagus, підтверджуючи його позицію як кролика, а не зайця.